# П. Л. Вја Маркони (Бергамо)
П. Л. Вја Маркони је насеље у Италији у округу Бергамо, региону Ломбардија.
Према процени из 2011. у насељу је живело 4 становника. Насеље се налази на надморској висини од 252 м.